# Авез (Пиј де Дом)
Авез (фр. Avèze) је насеље и општина у централној Француској у региону Оверња, у департману Пиј де Дом која припада префектури Исоар.
По подацима из 2011. године у општини је живело 189 становника, а густина насељености је износила 8,56 становника/km². Општина се простире на површини од 22,07 km². Налази се на средњој надморској висини од 850 метара (максималној 958 m, а минималној 580 m).

## Демографија
| 1962. | 1968. | 1975. | 1982. | 1990. | 1999. | 2011. |
| ----- | ----- | ----- | ----- | ----- | ----- | ----- |
| 311   | 359   | 327   | 306   | 258   | 235   | 189   |

График промене броја становника у току последњих година